# 裴鳴宇

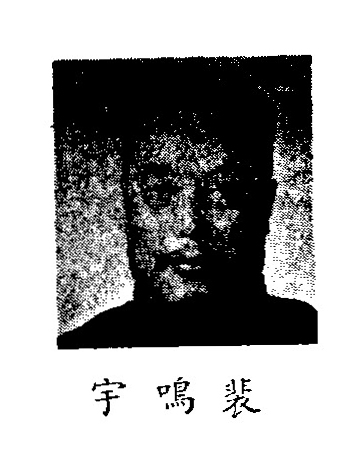
裴鳴宇

裴鳴宇（1890年—1983年），原名曾綽，後改名孟儒，曾化名鳴宇，後以鳴宇為名，生於中國山東青州府諸城縣，政治人物，中國國民黨籍，曾參與同盟會。曾任山東省參議會議長，後在台灣長期擔任國民大會代表，直到過世。

## 生平
中學時代加入同盟會，在辛亥革命後組織學生社團推動山東省宣布獨立，以迫使清朝交出政權。護法運動時，參與居正領導的中華革命軍，曾因此被縣長周仁壽拘捕，以土匪罪名入獄一年多。出獄後，至北京，加入吳佩孚軍隊，在砲兵團中擔任書記官。
在孫中山領導護法運動時，南下廣州，加入國民政府。國民革命軍北伐時，任職國民革命軍第一集團軍政治部。轉任司令部參謀處上校參謀，隨軍至山東濟南。五三慘案後，成為接收青島專員公署專員之一。後跟隨方振武，成為安徽靈璧縣縣長。1929年隨方振武至南京，被蔣中正扣押，之後解職還鄉。
中原大戰後，加入胡漢民陣營，再度南下廣州，成為中國國民黨中央委員會委員。1931年，至中國北方建立反蔣據點，在天津英租界設立電台、出版《民聲報》鼓吹反蔣輿論。
中國抗日戰爭爆發後，至四川重慶。1938年，被任命為察哈爾省黨部書記長，潛入日軍佔領區就職。一年後再度回到重慶，在中央訓練團受訓；結業後被派往山東，進行反日地下運動。
第二次世界大戰結束後，1946年，任山東省參議會參議長。1947年，成為國民大會代表，參與制憲國民大會。
因國共內戰，1949年隨中華民國政府撤退至台灣，在台灣繼續擔任國大代表，中央評議委員，光復大陸設計委員會常任委員，直到1983年因病去世。

## 家庭
有過三次婚姻：首次婚姻為父母之命，因長年外地奔波，聚少離多，終以離婚收場。
與第一任妻子生下一子兩女，裴淵、裴溥言、裴淑言。裴溥言為台灣大學中文系教授，其夫糜文開。
第二任妻子裴衣雲（另名：衣雲美）於1942年31歲時在青島過世。兩人生下一子二女，裴源、裴潤言、裴深言。裴源就讀成功高中時，與陳映真為同學，在高三時，曾參加五二四事件。裴深言為知名藝人施文彬之母。
與第三任妻子王新耕（本名：王令苕）於1947年公開結婚。兩人生下二子三女，裴澤言、裴浩、裴涓言、裴洵言、裴瀚。么女裴洵言以裴在美為筆名，為台灣知名小說家，曾為電影導演及畫家。